# Заозер'є (Дзержинське сільське поселення)
Заозер'є (рос. Заозерье) — присілок у Лузькому районі Ленінградської області Російської Федерації.
Населення становить 47 осіб. Належить до муніципального утворення Дзержинське сільське поселення.

## Історія
Згідно із законом від 28 вересня 2004 року № 65-оз належить до муніципального утворення Дзержинське сільське поселення.

## Населення
| 1838 | 1862 | 1885 | 1928 | 1958 | 1997 | 2007 |
| ---- | ---- | ---- | ---- | ---- | ---- | ---- |
| 128  | ↗175 | ↗192 | ↗229 | ↘96  | ↘80  | ↘56  |
| 2010 |      |      |      |      |      |      |
| ↘47  |      |      |      |      |      |      |